# Mayo East (circonscription du Dáil)
Mayo East est une circonscription électorale irlandaise de 1969 à 1997. Elle permet d'élire des membres du Dáil Éireann, la chambre basse de l'Oireachtas, le parlement d'Irlande. L'élection se fait suivant un scrutin proportionnel plurinominal avec scrutin à vote unique transférable.

## Députés
Note : Les colonnes de ce tableau sont utilisées uniquement à des fins de présentation et aucune importance ne doit être attachée à l'ordre des colonnes. Pour plus de détails sur l'ordre dans lequel les sièges ont été remportés à chaque élection, voir les résultats détaillés de cette élection.

## Élections

### Élections générales de 1992
| Parti | Parti          | Candidat              | Première préférence | %    | Siège | Comptage |
| --- | -------------- | --------------------- | ------------------- | ---- | ----- | -------- |
| | Fine Gael      | Jim Higgins           | 7 631               | 26,1 | 1     | 1        |
| | Fianna Fáil    | Tom Moffatt           | 6 639               | 22,7 | 2     | 3        |
| | Fianna Fáil    | Patrick Joseph Morley | 5 693               | 19,4 | 3     | 3        |
| | Fine Gael      | Ernie Caffrey         | 5 733               | 19,6 |       |          |
| | Fianna Fáil    | Paddy Oliver          | 2 514               | 8,6  |       |          |
| | Sans étiquette | Mary Reilly           | 1 089               | 3,7  |       |          |
| 'Électorat : 43 449 Valide : 29 299 Non valide : 421 (1,4%) Quota : 7 325 Participation : 29 720 (68,4%) |                |                       |                     |      |       |          |